# Рибаков Борис Олександрович
Бори́с Олекса́ндрович Рибако́в (21 травня (3 червня) 1908 — †27 грудня 2001) — російський археолог і історик, академік АН СРСР з 1958 року та РАН з 1991, Герой Соціалістичної Праці (1978). Лавреат Ленінської премії (1976), Державної премії СРСР (1949, 1952), Премії імені академіка Б. Д. Грекова, дійсний член Російської Академії Наук, почесний член Чехословацької, Польської і Болгарської академій наук, заслужений професор Московського університету ім. М. В. Ломоносова, доктор історичних наук, почесний доктор Краківського Ягеллонського університету. За свою плідну науково-педагогічну діяльність був нагороджений вищими вітчизняними і зарубіжними нагородами, у тому числі: Золотою медаллю «Серп і молот», трьома орденами Леніна, Орденом Жовтневої революції, «Трудового Червоного Прапора», «За заслуги перед Вітчизною» III ступеня.
Основні його праці написані з археології, історії, культури слов'ян і Стародавньої Русі зокрема. Особливу увагу Борис Рибаков приділяв історії ремісництва Русі, літописанню, витокам руської державності та реконструкціям дохристиянських вірувань слов'ян. Попри фундаментальний внесок до науки, після розпаду СРСР низка його ідей критикувалися як псевдонаукові та політично заангажовані.

## Біографія
Борис Рибаков народився в російській сім'ї старообрядників. Батько — Олександр Рибаков, член громади старообрядницької Покровсько-Успенської церкви на Німецькому ринку в Москві, закінчив історико-філологічний факультет Московського державного університету, був автором праць з історії розколу Старого й Нового обряду, а також засновником та директором Старообрядницького богословського вчительського інституту, заснованого в 1911 році коштом підприємця Степана Рябушинського. Мати — Клавдія Андріївна Блохіна, закінчила філологічний факультет Вищих жіночих курсів Володимира Гер'є та працювала педагогом.
Борис здобув хорошу домашню освіту, в 1917 році у віці дев'яти років батьки віддали його навчатися в приватну гімназію. З 1921 р. жив разом з матір'ю в Москві в Гончарній слободі в будівлі дитячого будинку «Трудова сім'я». У 1924 р. закінчив школу II ступеня, 1926 року вступив на історико-етнологічний факультет Московського державного університету. Наукова діяльність розпочалася в 1928 році, коли він опублікував статтю про розкопки в'ятицьких курганів під Москвою. Закінчив університет у 1930 р. за спеціальністю «історик-археолог», де його наставниками були академік Юрій Готьє, професори Сергій Бахрушин та Василь Городцов. Борис Рибаков працював в Олександрівському краєзнавчому музеї та Архіві Жовтневої революції в Москві, потім протягом півроку служив курсантом у Червоній армії, в артилерійському полку 1-ї дивізії у Москві (офіцер кінної розвідки).
У 1931 році став старшим науковим співробітником Державного історичного музею. У 1936—1940 рр. та 1943—1950 роках — перебував на посаді наукового співробітника Інституту історії матеріальної культури Академії наук СРСР. У 1939 р. здобув ступінь кандидата історичних наук за монографічне дослідження «Радимичі». У своїх дослідженнях спирався на розкопки, які проводив з 1930-х роках у Москві, Новгороді Великому, Звенигороді, Чернігові, Вщижі, Переяславі Руському, Білгороді Київському, Тмутаракані, Любечі, Вітічеві, Тумащі, Путивлі, Олександрові. За час праці в музеї Борис Рибаков підготував фундаментальну працю «Ремесло Стародавньої Русі». У 1942 році представив її як докторську дисертацію, за яку здобув докторський ступінь. Захистив її в евакуації в Ашхабаді, а в 1948 році видав окремим виданням. У 1949 році удостоєний за неї Сталінської премії як автор першого ґрунтовного дослідження з цієї теми.
З 1943 по 1948 рр. завідував відділом раннього феодалізму Державного історичного музею та сектором в Інституті етнографії з 1944 по 1946 рр. Наприкінці 1940-х — на початку 1950-х брав участь у кампанії проти космополітизму, опублікував у наукових журналах низку статей про роль євреїв та юдаїзму в історії Хозарського каганату. У 1940-х роках керував археологічною практикою на історичному факультеті МОПІ (нині Московський державний обласний університет). З 1946 р. неодноразово представляв радянську історичну науку на Міжнародних конгресах. У 1951 році вступив до Комуністичної партії СРСР (ВКП(б)). З 1958 р. — президент товариства «СРСР — Греція». Рибаков був одним з авторів капітального видання «Історія культури давньої Русі. Домонгольський період» (1948—1951).
Був член-кореспондентом Академії наук СРСР з 23 жовтня 1953 по Відділу історичних наук (археологія), дійсним членом Академії наук СРСР з 20 червня 1958 р., заступником академіка-секретаря з 1967 по 1973 рр. Також перебував на посаді виконувача обов'язків академіка-секретаря в 1970—1971, академіка-секретаря Відділу історії Академії наук СРСР у 1974—1975 роках. У своїх численних наукових працях досліджував господарське життя Русі, суспільний уклад життя, торгівлю, зв'язки русичів домонгольської доби з іншими державами та народами. Пізніше займався спробами пов'язати билинні сюжети з відомими історичними подіями середньовічної Русі. Суттєво поглибив знання щодо появи літописання на Русі.
З 1950 по 1952 рр. — декан історичного факультету, в 1952—1954 рр. — проректор Московського державного університету. У 1951—1974 роках — завідувач сектору, у 1956—1987 роках — директор, з 1988 — почесний директор Інституту історії матеріальної культури (археології) АН СРСР; одночасно з тим — директор Інституту історії СРСР (1968—1970). Обіймаючи ці керівні посади, підтримував деяких «опальних» вчених. Так, посприяв захисту докторської дисертації мистецтвознавцем Георгієм Вагнером, який не мав диплома вищого учбового закладу. Підтримував філолога та історика Сергія Азбелєва; водночас перешкоджав публікаціям своїх наукових опонентів Юрія Кухаренка, Олександра Монгайта, Георгія Федорова та ін.
У 1962—1969 роках — голова Наукової ради з координації робіт у галузі слов'янознавства АН СРСР, з 1966 р. — голова Музейної ради при Президії Академії наук СРСР. Входив до складу Бюро Національного комітету істориків СРСР та Виконавчого комітету Міжнародної спілки доісторичних та протоісторичних наук (з 1958 року), член Міжнародного комітету славістів з 1963 року, співголова комісії істориків СРСР та Польщі. У 1978 році йому присвоєно звання Героя Соціалістичної праці за науково-педагогічну діяльність. У 1960—1970-ті роки за редакцією Бориса Рибакова вийшли перші шість томів «Історії СРСР з якнайдавніших часів».
Борис Рибаков у 1980-і став більше уваги приділяти спробам реконструкції язичництва давніх слов'ян. Активно долучався до видання колективних наукових праць, а також підручників. У 1990-і вийшли його праці про авторство «Слова о полку Ігоревім» і єретичні рухи на Русі, у яких дослідник підсумував свої раніші ідеї.
Помер 27 грудня 2001 року. Похований у Москві на Троєкурівському цвинтарі.

## Головні праці
За понад 70 років його наукової діяльності були опубліковані монографії:
- «Радзиміні» (1932)
- «Ремесло Стародавньої Русі» (1948)
- «Старовини Чернігова» (1949)
- «Стародавня Русь. Оповіді. Билини. Літописи» (1963)
- «Перші століття руської історії» (1964)
- «Руські написи датовані XI—XIV століттями» (1964)
- «Руське прикладне мистецтво X—XIII століть» (1971)
- «„Слово о полку Ігоревім“ і його сучасники» (1971)
- «Руські літописці і автор „Слова о полку Ігоревім“» (1972)
- «Російські карти Московії XV — початку XVI століть» (1974)
- «Геродотова Скіфія. Історико-географічний аналіз» (1979)
- «Язичниство стародавніх слов'ян» (1981)
- «Київська Русь і руські князівства XII—XIII століть» (1982)
- «Язичниство стародавньої Русі» (1987)
- «Петро Бориславич. Пошук автора „Слова о полку Ігоревім“» (1991)
- «Стригольники. Російські гуманісти XIV сторіччя» (1993), збірка наукових праць «З історії культури стародавньої Русі», науково-популярна книга «Початкові століття російської історії» (1984), написав понад 400 статей та рецензії, у тому числі крупні розділи для двотомника «Історія культури стародавньої Русі. Домонгольській період» (1948, 1951) і «Нариси історії російської культури XIII—XV ст. ст.» (1969, 1970), а також важливі розділи вишівських і шкільних підручників. Під його редакцією вийшла дуже велика кількість різноманітних наукових досліджень: перші шість томів «Історії СРСР з якнайдавніших часів», багатотомні — «Зведення археологічних джерел», «Археологія СРСР», «Повний збір руських літописів» і ін.

## Внесок у науку
Багато наукових праць Бориса Олександровича були фундаментальними. Вони докорінно міняли уявлення читачів про життя, побут і рівень соціально-економічного і культурного розвитку населення середньовічної Східної Європи. Так, наприклад, в книзі «Ремесло стародавньої Русі» (1948) досліднику вдалося прослідити генезис і етапи розвитку ремісничого виробництва у східних слов'ян з VI по XV століття, а також виявити десятки ремісничих галузей. Після публікації цієї праці стало очевидним, що домонгольська Русь не тільки не відставала в своєму економічному розвитку від країн Західної Європи, як це стверджували раніше багато учених, але за деякими показниками випереджала ці країни.
У монографії «Старовини Чернігова» (1949) вчений на основі письмових та археологічних матеріалів Чернігівської землі IX—XIII століть обґрунтував думку, що чернігівські князі, бояри та дружинники вже у IX—X ст. були земельними власниками.
Монографія Бориса Рибакова «Давня Русь. Оповіді, билини і літописи» (1963) містить опис того, як певні билинні сюжети пов'язані з відомими історичними подіями, що відбувалися в середньовічній Русі, а окремих билинних героїв ідентифіковано як реальних постатей. Рибаков довів, що літописання на Русі виникло не в XI ст., як вважалося, а набагато раніше, вказав, що багато записів пізнього Никонівського літопису перевіряються за допомогою інших (зокрема іноземних) джерел і відображають факти руської історії IX—X ст. Дослідник прийшов також до дуже важливого висновку про те, що окремі погодні записи в Київській державі почали робитися не в XI столітті, а вже в другій половині IX—X сторіч.
Рибаков у книзі «Перші століття руської історії» (1964) розкрив механізм зародження державності у східних слов'ян і висловив сміливу гіпотезу про існування держави Русь ще першій половині IX століття.
Монографії «„Слово о полку Ігоревім“ і його сучасники» (1971) та «Руські літописці і автор „Слова про полку Ігоревім“» (1972) встановлюють автора «Слово о полку Ігоревім». Рибаков висунув сміливу гіпотезу, згідно з якою автором «Слово о полку Ігоревім» був київський боярин Петро Бориславич. Рибаков підняв авторитет літописця Данила Заточника як знавця руського побуту, історії та церковної літератури, котрий був великокнязівським літописцем при дворах Всеволода Велике Гніздо і його сина Костянтина. Також довів, що «Історія Руська» Василя Татищева XVIII століття не містить фальсифікації історичних матеріалів; а багато положень цієї книги заслуговують на довіру.
Монографія «Геродотова Скіфія. Історико-географічний аналіз» (1979) містить вагомі аргументи на користь того, що давньогрецькому історику Геродоту були відомі предки слов'ян, які жили в Причорномор'ї. Борис Рибаков значно розсунув хронологічні рамки «слов'янського світу», привівши сильні аргументи на користь того, що предки слов'ян мешкали в лісостепу середнього Подніпров'я і активно взаємодіяли зі скіфськими племенами з Причорномор'я ще в V столітті до н. е. В книзі «Київська Русь і руські князівства XII—XIII віках» (1982) він ще більше удревнив слов'янську історію, віднісши її початок до XV ст. до н. е.
У своїх роботах Рибаков вбачав витоки слов'ян у пізньому бронзовому віці, коли пастуші племена об'єдналися в Правобережній Україні та перейшли до землеробства. Він підтримував ідею про глибоку автохтонність слов'янського населення на території України, пов'язуючи зі слов'янами трипільську культуру. У монографії «Київська Русь і російські князівства XII—XIII століть» (1982) він відніс початок історії слов'ян до XV століття до н. е., а в Змієвих валах вбачав свідчення зіткнення слов'ян з кімерійцями, котрі, як вважалося доти, покинули Причорномор'я за тисячу років до появи там слов'ян. Цих слов'ян-землеробів він ототожнював зі скіфами-орачами, що жили в Причорномор'ї в епоху Геродота та торгували х античним світом хлібом. Зі слов'янами він пов'язував і частину спадщини скіфів-кочівників. Так, він відносив до слов'ян міфологічну першолюдину та предка скіфів Таргітая та його сина Колоксая, вважав слов'янським скіфський міф про дари неба (плуг, ярмо, сокиру та чашу) тощо.
Рибаков заперечував наявність на території України держави готів, яку традиційно пов'язували з черняхівською культурою. Натомість цю культуру він розглядав як слов'янську. Дослідник наполягав на думці, що вплив варягів на розвиток Русі перебільшується. Легендарного князя Кия він вважав київським князем VI століття та доводив, що поняття «Руська земля» склалося вже до середини VI століття, з чого робив висновок, що Київська держава виникла за 300 років до приходу варягів. Інші найбільші центри слов'ян у трактуванні Рибакова також були набагато давніші, ніж вважалося. На думку Рибакова, більшість поховань у Середньому Подніпров'ї ще IX—X століть пов'язані з поширенням на Русі християнства.
Наприкінці життя Борис Рибаков підтримував гіпотезу про походження слов'ян від аріїв. Батьківщиною «аріїв» він назвав Подніпров'я, де, на його думку, склалася Ріґведа і звідки частина населення відкочувала до Індії. Тим самим він посприяв утвердженню міфу про більший зв'язок української мови з санскритом, ніж він є насправді. Водночас був противником автентичності «Велесової книги», поділяв думку, що це підробка. Рибаков засуджував псевдонаукові потуги Геннадія Гриневича та Анатолія Фоменка.

## Педагогічна діяльність
Педагогічну діяльність Борис Рибаков почав в 1930-ті роки в Академії комуністичного виховання ім. Надії Крупської і Московському обласному педагогічному інституті. Понад 60 років він пропрацював на історичному факультеті Московського університету им. М. В. Ломоносова: в 1939—1943 — доцентом, з 1943 — професором, в 1950—1952 — деканом, 1953—1962 — завідувачем кафедри вітчизняної історії періоду феодалізму останніми роками — як Заслужений професор МДУ. Тисячі студентів прослуховували його загальні і спеціальні лекційні курси, сотні пройшли через його просемінарські заняття. Декілька десятків докторів і кандидатів історичних наук вважають Бориса Рибакова своїм вчителем (серед яких — Кравцевич Олександр). Існує ціла рибаковська школа істориків. Мільйони школярів і багато тисяч студентів вчилися по його підручниках. Його науково-популярними працями зачитувалися любителі російської історії. Послухати лекції маститого професора приходили викладачі вузів, що підвищували свою кваліфікацію в МГУ, вчителі шкіл, музейні працівники, наукові співробітники з академічних інститутів.
Борис Рибаков виконував також велику адміністративну роботу: в 1952—1954 рр. він був проректором МГУ. Потім 40 років очолював Інститут Археології Російської Академії Наук, був директором Інституту Історії РАН академіком-секретарем Відділення Історії РАН.

## Оцінки діяльності
Хоча Борис Рибаков був противником псевдонауки та викривав псевдонаукові історичні дослідження радянської доби, у часи Перебудови його самого почали критикувати за міфотворчість в угоду радянській ідеології. Його дослідження ставили під сумнів історики Олександр Зімін, Анатолій Новосельцев і Володимир Петрухин, філологи Лев Дмитрієв, Дмитрій Лихачов і Яків Лурьє. Археолог Лев Клейн відгукувався про Бориса Рибакова як людину, компетентну в питаннях давньоруського ремісництва, але яка бралася і за інші історичні теми без належної підготовки. На думку Клейна, Рибаков був російським ультрапатріотом і зумисне задавнював історію слов'ян, ставлячи з-поміж них російський народ понад іншими; був некритичний до стародавніх джерел і посилався на застарілі концепції, наприклад, Євгена Голубинського та Бориса Грекова. Водночас Клейн високо оцінював здобутки Рибакова в дослідженні еволюції вишитих орнаментів, пов'язаних із землеробством і тваринництвом.
Головна критика Рибакова спрямована на те, що він помилково відносив трипільську та черняхівську культури до слов'янських культур; займався лінгвістикою, не бувши філологом; використовував вишиті орнаменти XIX—XX століть для трактування деталей дохристиянських вірувань слов'ян; вказував автором «Слова о полку Ігоревім» князя Петра Бориславича. Клейн також критикував датування Рибаковим стародавнього Києва. За його оцінками, Рибаков безпідставно відніс заснування Києва до V ст. попри те, що найдавніший слов'янський культурний шар там датується IX ст. Таке хибне уявлення було визнано на офіційному рівні, що дало змогу в 1982 році радянській владі відсвяткувати 1500-річчя Києва. Володимир Єгоров, старший науковий співробітник Федерального дослідного центру Інформатики та управління РАН, називав це датування «історико-математичним курйозом», імовірно, зробленим на замовлення влади. Віктор Шнірельман стверджував, що Рибаков надмірно довіряв фольклорним джерелам, вважаючи їх носіями неспотвореного історичного знання. Звідси бездоказові твердження про походження образу Змія Горинича чи Калинового мосту від полювання на мамонтів; штучні паралелі між фольклорними сюжетами слов'ян і скіфів. Шнірельман також вважав, що Рибаков посприяв дилетантським спекуляціям щодо дохристиянської писемності на Русі своїми припущеннями про стародавні погодні записи; своїми хибними чи бездоказовими висновками склав ґрунт для фантазій щодо релігії давніх слов'ян.
На думку Валентина Яніна, на києвоцентричні погляди Рибакова вплинули праці Михайла Грушевського. Якщо Грушевський доводив, що поширення руської державності відбувалося з Києва до Новгорода, то Рибаков пішов іще далі, стверджуючи, що кияни заснували Новгород для захисту північних кордонів Русі.